# Raiffeisenbank Berg-Bad Steben
Die Raiffeisenbank Berg-Bad Steben eG war eine Genossenschaftsbank mit Sitz in Berg. Ihr Geschäftsgebiet lag im nördlichen Teil des bayerischen Landkreises Hof sowie in einzelnen Orten der angrenzenden Bundesländer Thüringen und Sachsen.
Im Jahr 2016 fusionierte die Raiffeisenbank Berg-Bad Steben eG mit der VR-Bank Fichtelgebirge-Frankenwald eG.

## Geschäftsstellen
| - Bad Steben - Berg (Hauptsitz) - Blankenstein, Thüringen - Gattendorf (Ware) - Geroldsgrün | - Hirschberg, Thüringen - Issigau (SB-Geschäftsstelle) - Selbitz (nur Versicherung) - Gefrees (Ware) |

## Geschichte
1970 – Fusion der Raiffeisenkasse Issigau eGmbH mit dem Sitz in Issigau mit der Raiffeisenkasse Lichtenberg eGmbH mit dem Sitz in Lichtenberg zur Raiffeisenkasse Issigau eGmbH (der späteren Raiffeisenbank Issigau-Lichtenberg eG)
1977 – Fusion der Raiffeisenbank Bad Steben und Umgebung eG mit dem Sitz in Bad Steben mit der Raiffeisenbank Issigau-Lichtenberg eG
1992 – Fusion der Raiffeisenbank Bad Steben und Umgebung eG mit der Raiffeisenbank Berg eG mit dem Sitz in Berg zur Raiffeisenbank Berg – Bad Steben eG
2016 – Fusion mit der VR-Bank Fichtelgebirge-Frankenwald eG.